# John Wierth
John Welam Wierth, född 5 maj 1920 i Stockholm, död 15 december 2003 i Stockholm, var en svensk målare, grafiker och tecknare.
Han var son till bankkamreren John Wierth och Anna-Lisa von Philp och från 1952 gift med Barbro Margareta Wierth. Han var barnbarn till August Strindbergs syster Anna Maria Strindberg. Wierth studerade bland annat för Isaac Grünewald 1941–1942 och Otte Sköld 1943 och vid Académie Libre 1947. Han studerade i Paris vid Académie de la Grande Chaumière 1947–1949 samt under resor till Sydfrankrike, Spanien, Nordafrika och han vistades en längre tid vid Circolo Scandinavo i Rom. Wierth var i 35-årsåldern då han debuterade. Han målade abstrakt och sägs ha inspirerats av den kosmiska visionen. Hans tavlor återger atmosfärens och motivens helhet i ett mycket känsligt måleri där solljuset ofta är i centrum.
Under 1950- och 1960-talen var han sporadiskt verksam som lärare och gjorde bokomslag, vinjetter och illustrationer till andras och egen lyrik som publicerades i dags- och veckopressen. Från 1950 vistades han årligen på Gotland och gjorde studieresor i Europa, Nordafrika och till New York.
Åren 1952-1960 illustrerade han lyrik i Svenska Dagbladet och Stockholms Tidningen. Han har även utfört illustrationer för Lyrikvännen samt illustrationer till bland annat Henrik Stannow Etyd för soltrumma och vindflöjt och Christer Dahls Adventura – landet där allt kan hända samt ett flertal illustrationer för olika läroböcker. 

## Utställningar
- 1955 Galerie Æsthetica, Stockholm
- 1958 Salongen, Konstfrämjandet, Stockholm
- 1959 Färg och Form, Stockholm
- 1962 Galerie Prisma, Stockholm
- 1964 Galerie Maneten, Stockholm
- 1965 Galerie Prisma, Stockholm
- 1967 Galerie Prisma, Stockholm
- 1969 Gotlands Fornsal, Gotlands Museum, Visby
- 1970 Konstnärshuset, Stockholm
- 1974 Gummesons Konstgalleri, Stockholm
- 1975 Galerie Stampa Estera, Rom
- 1976 Galerie 17, Stockholm
- 1977 Lito Art Center, Stockholm
- 1981 Galerie Prisma, Stockholm
- 1983 Galerie Ai, Stockholm
- 1984 Lidingö Stadshus
- 1986 Galleri Tim, Stockholm
- 1987 Olle Olsson-huset konstnärsmuseeum Hagalund
- 1988 Galleri Lucidor, Stockholm
- 1989 Landskrona Museum
- 1990 Gotlands konstmuseum, Gotlands Museum Visby
- 1990 Galleri Smedhamre, Uppsala
- 1992 Galleri Händer, Stockholm
- 1985 Utfört fyra väggmålningar i Radiumhemmet, Karolinska Sjukhuset, Stockholm.
- 1993 Utfört fem väggmålningar i Visby lasarett.

## Representerad
- Moderna museet[3] i Stockholm.
- Haga slott, Skeviks Gård samt Säby säteri.
- Örebro läns museum
- Gotlands Museum Visby
- Västerås konstmuseum
- Landskrona museum.
- Svenska statens, Stockholms stads och Stockholms läns samlingar med fleraa.

## Stipendier
- 1958 Kungastipendium
- 1967 Stockholm stads konstnärsstipendium
- 1976 Stockholm stads kulturstipendium samt temporärt från 1977 Konstnärsnämndens Konstnärsbidrag.

## Övrigt
- Skyddsomslag till Björn Ranelids Kärlekens innersta rum.[4]